# Josef Škvorecký
Josef Škvorecký (fil), född 27 september 1924 i Náchod, Hradec Králové, död 3 januari 2012 i Toronto, Ontario, var en tjeckisk författare och förläggare, sedan 1969 bosatt i Kanada.

## Biografi
Škvorecký tog 1943 examen från Reálné gymnasium i Náchod. Under andra världskriget var han under två år tvångskommenderad till arbete i Metallbauwerke Zimmermann und Schling i Náchod.
Efter krigsslutet studerade Škvorecký medicin vid Karlsuniversitetet i Prag. Efter en termin lämnade han medicinstudierna för att i stället ägna sig åt att studera engelska och filosofi. Škvorecký disputerade 1951 på en avhandling med titeln Thomas Paine a jeho vztah k dnešku (ung. Thomas Paine och dennes förhållande till nutiden), varpå han inkallades till tvåårig militärtjänstgöring vid pansartrupperna.
På 1950-talet arbetade Škvorecký som lärare, översättare och redaktör. Under den tiden skrev Škvorecký även ett antal romaner, bland annat Konec nylonového věku (engelsk titel: The End of the Nylon Age) och Zbabělci (engelsk titel: The Cowards). När de publicerades 1956-1958 förbjöds de av kommunistpartiet, som ansåg att Škvoreckýs demokratiska ideal var en utmaning mot den socialistiska regimen.
Efter Pragvåren och Sovjetunionens slutliga invasion av Tjeckoslovakien 1968 flydde Škvorecký och hans fru, Zdena Salivarová, till Kanada.
1971 grundade paret Škvorecký ’68 Publishers, som under de nästkommande tjugo åren publicerade förbjudna tjeckiska och slovakiska böcker. Därigenom gavs dissidenter som Václav Havel, Milan Kundera, och Ludvík Vaculík, möjlighet att nå en publik, men även andra, som den bortgångne, tjeckiske surrealisten  Jindřich Heisler som en gång gömde sig undan Gestapo i Prag och därefter valde att lämna landet redan 1947 för att undkomma stalinismens likriktning. 1990 fick Škvorecký och hans fru Vita lejonets orden av president Václav Havel för sitt förlagsarbete.